# Plastico ferroviario

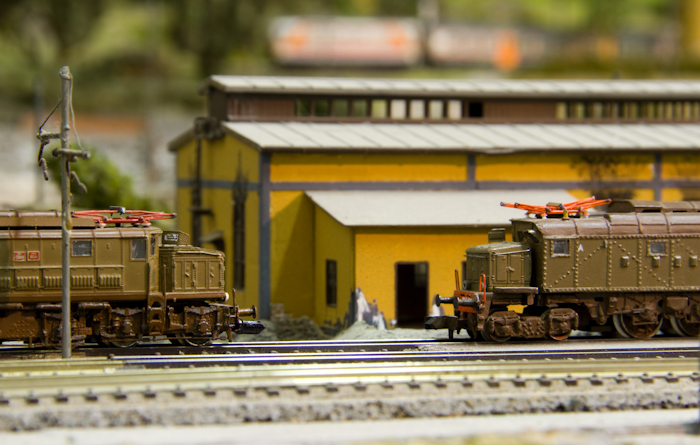
Scorcio del plastico "Pinerate" di Mario Malinverno in scala N con le locomotive elettriche FS E.626 e FS E.428 autocostruite

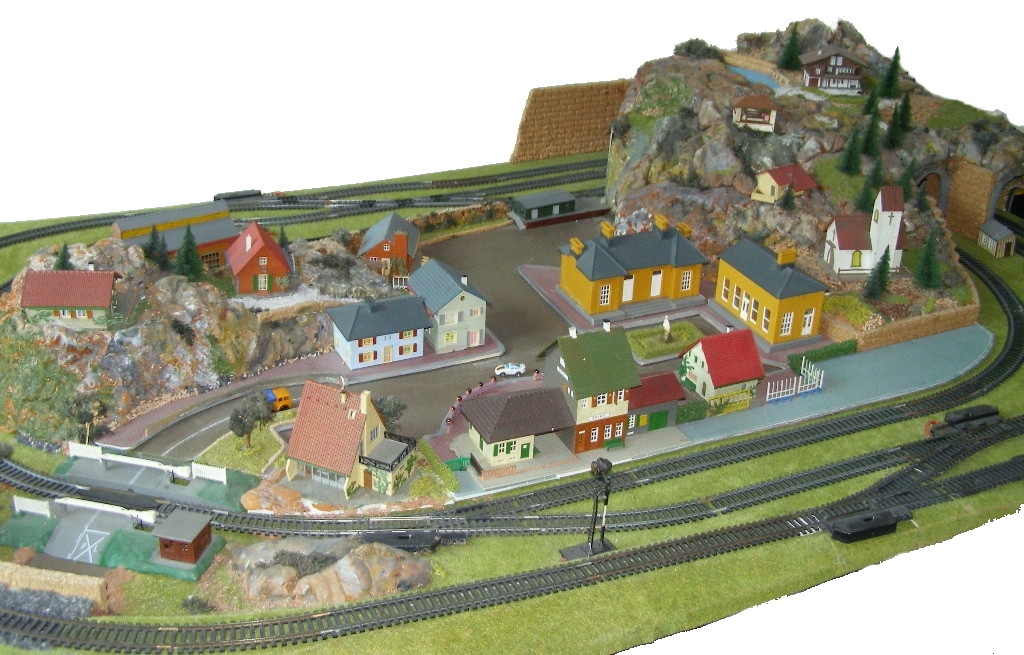
Plastico ferroviario in scala H0

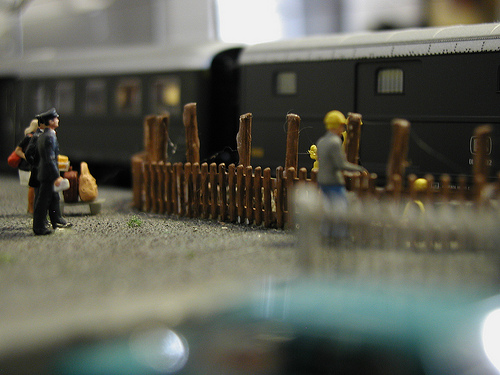
Particolare del piccolo plastico ferroviario in scala H0 [http://www.scalatt.it/fotostoria_Prato%20Nord.htm "La Stazione di Prato Nord"

Il plastico ferroviario (o diorama ferroviario) è una riproduzione, in scala, di un circuito ferroviario più o meno complesso, completo di ambientazione paesaggistica. Ad una scala minore corrisponde, a parità di superficie occupata, una maggiore complessità dello sviluppo dei binari. Il circuito ferroviario è solitamente percorso da modellini di treno azionati da un motore elettrico a comando analogico o digitale. Un plastico può tuttavia essere statico, privilegiando gli aspetti paesaggistici, nel qual caso viene generalmente chiamato diorama.
Un esempio di questa tipologia di circuiti è il plastico esposto al Pendon Museum (Inghilterra), nel quale i tipici cottage britannici sono fedelmente riprodotti in scala H0.
Il complesso dei manufatti ferroviari comprende generalmente degli accessori motorizzati o comunque attivi (per esempio, semafori, passaggi a livello, deviatoi (scambi) e così via). Talvolta possono essere attivi anche mezzi stradali, quali tram, ma anche autoveicoli, autobus, camion e, nel caso del Miniatur Wunderland di Amburgo, anche aerei.
Il plastico solitamente è dotato anche di un pannello di controllo per la circolazione dei modelli e per il comando a distanza dei vari dispositivi elettrici. Il plastico può essere automatizzato: tradizionalmente ciò avviene con dispositivi elettromeccanici, ma specialmente nel caso in cui si opti per la guida digitale dei modelli è possibile collegare un computer per effettuare un controllo via software del traffico ferroviario.
Generalmente le dimensioni minime di un plastico non statico si aggirano intorno a 1 m x 1,5 m, ma vi sono anche modelli molto grandi che possono occupare superfici importanti. Vista la comunque limitata estensione, si ricorre spesso all'inclusione di una stazione fantasma per permettere la circolazione di una maggior varietà di convogli.

## Tipi
I plastici possono essere categorizzati a seconda delle loro proprietà topologiche o per loro modalità costruttiva.
Da un punto di vista topologico le due famiglie sono "punto a punto" o "ad anello". Nella prima famiglia la linea ferroviaria è assimilabile ad un segmento, ed i convogli corrono da un estremo all'altro per poi tornare indietro. Alle estremità vi possono essere stazioni di testa o cappi di ritorno. Nella seconda famiglia, la topologia è assimilabile a quella di un anello che i treni possono percorrere per un tempo indefinito senza dover mai invertire la propria marcia.
Le due diverse modalità costruttive sono: plastico fisso o modulare.
Il plastico fisso è costruito interamente su un unico supporto, che può assumere forme e dimensioni di vario tipo (rettangolare, a "U", a "L" eccetera). Questa tecnica presenta un limite per quanto riguarda le dimensioni massime del plastico stesso e viene infatti normalmente usata per plastici di dimensioni medio-piccole o casalinghi.
Il plastico modulare è costruito mediante l'interconnessioni di più supporti (moduli) su ognuno delle quali è realizzata una porzione del modello finale (per esempio una tratta lineare, una tratta in galleria, una stazione eccetera). Tramite la combinazione di più moduli, con questa tecnica è possibile realizzare plastici di dimensioni anche notevoli o, se la conformazione dei moduli lo consente, a configurazione variabile. Un esempio interessante di plastico modulare è il cosiddetto "plastico a parete", dove i moduli sono composti da mensole e da tratti di raccordo, consentendo così la realizzazione di un plastico a sviluppo verticale.

### Standard per i plastici modulari

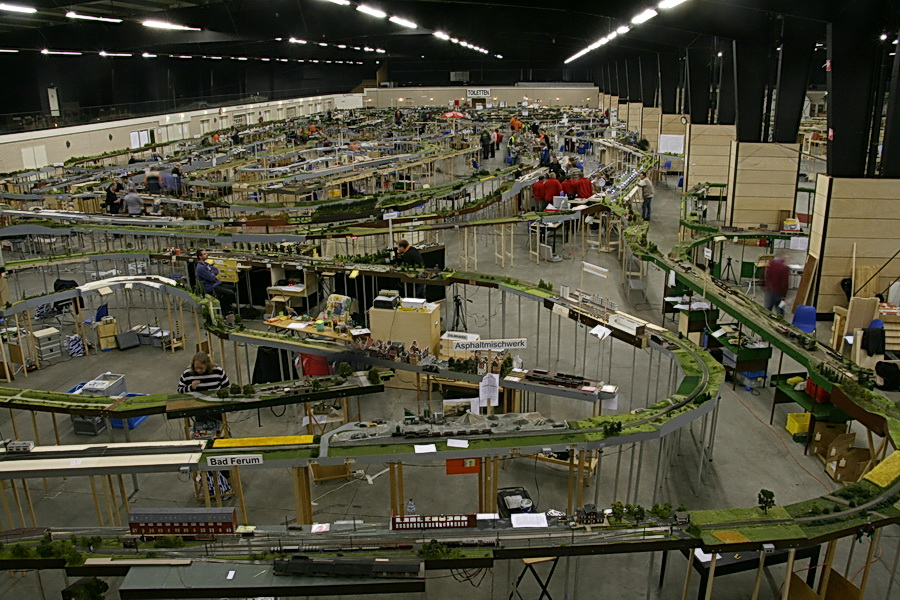
Vista di una riunione FREMO a Zuidbroek (NL), ottobre 2010: moduli per una lunghezza di un chilometro di binari.

Vi sono diverse organizzazioni aventi lo scopo di definire degli standard per collegabilità tra i moduli. Tali standard definiscono le caratteristiche geometriche, meccaniche, elettriche e di controllo dei moduli. Essi permettono a molti (anche centinaia, dato abbastanza spazio e potenza) soggetti o gruppi diversi di riunire i propri moduli, collegandoli tra loro con il minor numero di problemi, facendoli percorrere ai loro treni. I diversi standards differiscono tra loro per design e di filosofie di operazione.
Le principali associazioni sono:
- NTRAK La più popolare associazione negli USA, con standard sia per lo scartamento normale che per quello ridotto.
- FREMO (Freundeskreis Europäischer Modellbahner) organizzazione europea, con standard per la scala H0 e pla scala N. Le norme sono molto più flessibili di quelle dei modulo NTRAK.
- FIMF Federazione Italiana Modellisti Ferroviari, associazione italiana, con standard per la scala H0.
- GAS TT (Gruppo Appassionati Scala TT), principale associazione italiana per la scala TT.